# غراي غو

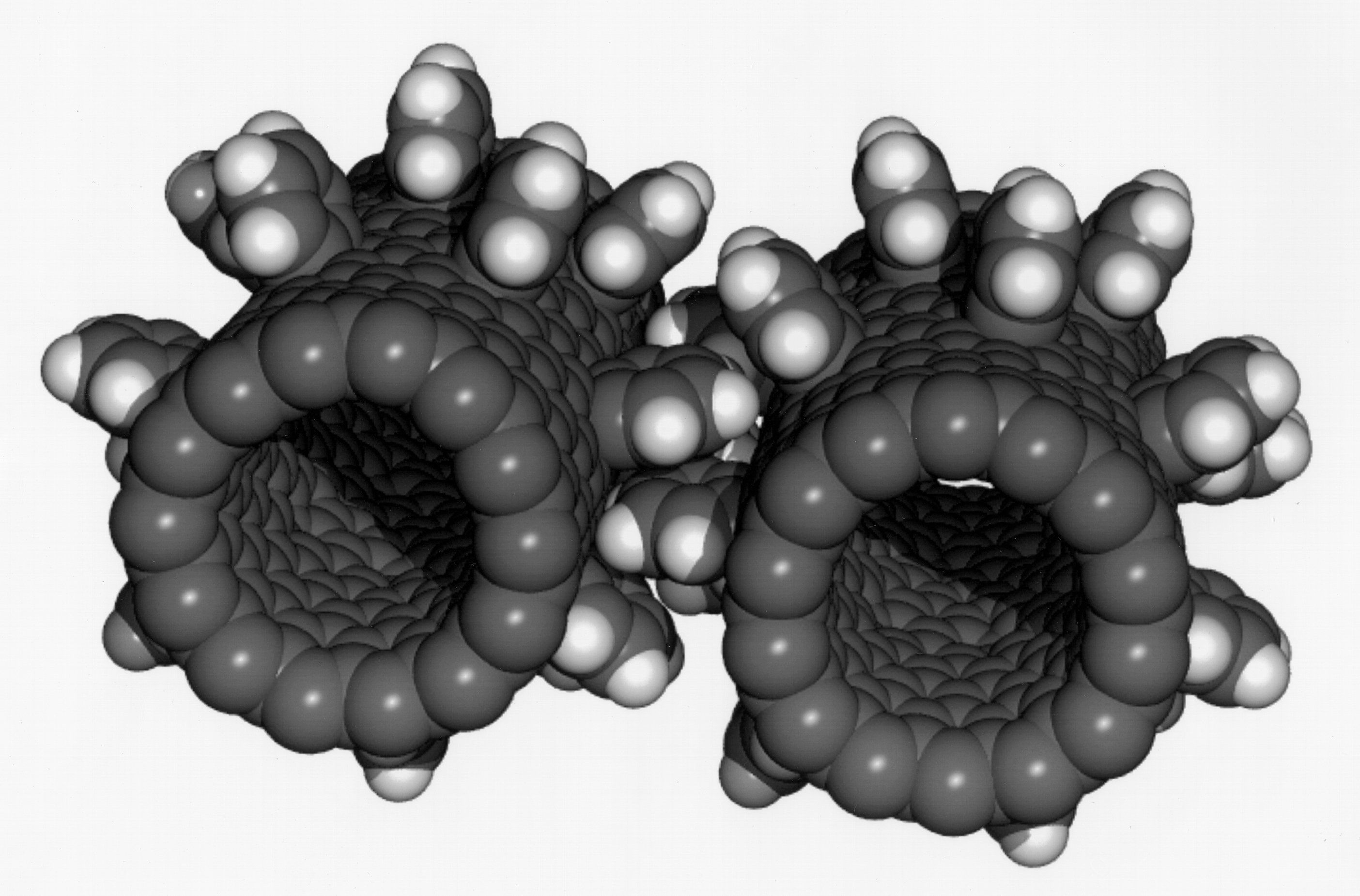
الفوليرين النانوي

يشير مصطلح غراي غو والذي يكتب باللغة الإنجليزية إما (بالإنجليزية: Grey goo)‏ أو (بالإنجليزية: gray goo)‏ إلى ذلك السيناريو الافتراضي عن نهاية العالم، والذي فيه تستهلك الروبوتات ذاتية التكرار والتي لا يمكن السيطرة عليها محل كل صور المادة على الكرة الأرضية، في حين تقوم في الوقت ذاته بإنشاء المزيد منها (روبوتات مثيلة )، حيث يطلق على ذلك السيناريو  إيكوفاجي  أو (بالإنجليزية: ecophagy)‏ والذي يُعَبِر عن «أكل البيئة واستهلاكها») 
وقدوصف المُصَنِّع جون فون نيومان تلك الآلات ذاتية التكرار والتي تتسم بالتنوع الدقيق، حيث أنه يُشار إليها في بعض الأحيان تحت مُسمى آلات فون نيومان (بالإنجليزية: self-replicating machine)‏. هذا وقد صاغ رائد تقانة الصغائر إيريك دريكسلر (بالإنجليزية: Eric Drexler)‏ مصطلح غراي غو في كتابه الذي صدر عام 1986 تحت عنوان [Engines of Creation]،  والذي أقر فيه أننا «لا نستطيع تحمل بعض أنواع الحوادث». إلا أنه أوضح في عام 2004 قائلاً «أتمنى لو أنني لم استخدم مصطلح ' غراي غو '.» 

## التعريف
استُخْدِمَ المصطلح للمرة الأولى من قِبَلْ رائد التقانة النانوية الجزيئية إيريك دريكسلر في كتابه الذي صدر عام 1986 تحت عنوان محركات الخلق (بالإنجليزية: Engines of Creation)‏، في الفصل الرابع تحت عنوان Engines Of Abundance  ، حيث يشرحديكسلر كلاً من النمو الأسي والحدود المتأصلة من خلال وصف الآلات النانوية والتي لا تقوم بوظيفتها إلا لو أُتيحت بعض المواد الخام الخاصة:
لتتخيل ذلك المُكَرِر موجود بزجاجةٍ مليئةٍ بالمواد الكيميائية وهو يقوم بصناعة نسخٍ من نفسه.... وكان أول مكرر قد جَمَّع نسخةً من نفسه في نحو ألف ثانيةٍ، في حين يستطيع هاذان المكرران بعد ذلك أن يصنعا نسختين شبيهتين في غضون الألف ثانيةٍ التاليةٍ، ثم يقوم الأربعة مُكَرِرِين بصناعة أربعة نسخٍ أخرى منهم، ثم الثمانية يقومون بصناعة ثمانية آخرين وهكذا. حيث أنه مع نهاية عشرة ساعاتٍ، لا يكون هناك ستة وثلاثين مكرراً، إلا أنه سيكون هناك نحو 68 مليون مكرراً. وفي أقل من يومٍ، سيصل وزنهم إلى طنٍ؛ وفي أقل من يومين، سيفوق وزنهم وزن الكرة الأرضية؛ وفي غضون أربعة ساعاتٍ إضافيةٍ بعد ذلك، ستزيد كتلتهم كتلة الشمس وكل الكواكب المصاحبة لها في مجموعتها الشمسية – وذلك إن لم تتعرض زجاجة الكيمتويات تلك للجفاف قبيل ذلك بوقتٍ طويلٍ.
وفي بثٍ لقناة هيستوري، أُشِيرَ إلى غراي غو في سيناريو نهاية العالم (يوم القيامة) المستقبلي، حيث جاء بها: «وفي ممارسةٍ عامةٍ، ستنطلق البلايين من روبوتات النانو لتنظيف بقعة الزيت من ساحل لوزيانا. ومع ذلك، فنتيجة خطأٍ برنامجيٍ، ستبتلع روبوتات النانو كل المواد والعناصر المصنعة من الكربون، وذلك بدلاً من بقة الزيت المكونة من الهيدروكربونات. ثم تقوم روبوتات النانو بتدمير كل شيءٍ، وفي أثناء ذلك الحين، تقوم بتكرار ذاتها وصنع نسخٍ مماثلةٍ من نفسها. حيث أنه في غضون أيامٍ، يتحول كوكب الكرة الأرضية إلى مجرد ترابٍ.»
كما وصف دريكسلر غراي غو في الفصل الحادي عشر  محركات الخلق  أو Engines Of Creation :
للمكررات القائمة على المُجَمِع البدائي القدرة على التغلب على أكثر الكائنات الحية تقدماً. فكلٌ من «النباتات» ذات «الأوراق» والخلايا الشمسية تخرجان النباتات الحقيقية من مجال المنافسة، حيث يتزاحمون جميعاً على المحيط الحيوي مع أوراق النباتات الغير صالحةٍ للأكل. كما أن البكتريا النهمة صعبة المنال لها القدرة على إخراج البكتريا الحقيقية من مجال المنافسة كذلك والتغلب عليها: حيث أن لها القدرة على الانتشار كالغبار الذي يهب، حيث أنها تكرر من نفسها بانسيابية، والتي يكون لها القدرة على تدمير النظام الحيوي وتحويله إلى غبارٍ في أيامٍ معدوداتٍ. مما قد يحول تلك المكررات الخطيرة لتصبح شديدة الصلابة صغيرة الحجم ومنتشرةً بصورةٍ سريعةٍ ليستحيل توقفها – على الأقل إن لم نتخذ تدابيرنا. فقد عانينا ما يكفي من المشاكل لمكافحة الفيروسات وذبابات الفاكهة.
وهنا يلاحظ دريكسلر أن النمو الهندسي والذي يحدث نتيجة عملية التكرار الذاتية تلك مقصور فقط وبصورةٍ طبيعيةٍ في حالة توفر المواد الخام المناسبة والملائمة.
ونلاحظ أن دريكسلر لم يستخدم مصطلح «غراي غو» ليشير به إلى اللون أو النسيج، ولكن لتأكيد الاختلاف فيما بين  التفوق والسمو  وفقاً لمعايير البشر و التفوق والسمو  وفقاً لمعايير النجاح التنافسي:
وعلى الرغم من أنه ليس من الضروري أن تكون كمياتٌ من المتكررات الغير محكومةٍ رمادية أو لزجة، إلا أن مصطلح  غراي غو  يؤكد أن تلك المكررات القادرة على محو وطمس الحياة على سطح الكرة الأرضية قد تكون أقلإلهاماً من فردٍ واحدٍ من نوع سلطعون العشب. إلا أنها قد تكون  متفوقةً وأرفع مقاماً  في حسها الثوري، إلا أن هذا لا يجعل منهم بالضرورة ذات قيمة.
كما ناقش بيل جوي (بالإنجليزية: Bill Joy)‏، أحد مؤسسي أنظمة الشمس الدقيقة، بعض المشكلات الخاصة مع متابعة هذا التقنية في مقالته الشهيرة حالياً والتي نُشرت عام 2000 في مجلة ويارد (بالإنجليزية: Wired magazine)‏، تحت عنوان «لماذا لا يحتاج إلينا المستقبل» (بالإنجليزية: Why the Future Doesn't Need Us)‏. وفي ردٍ مباشرٍ لقلق جوي، نُشِرَ أول تحليلٍ كميٍ فنيٍ خاص بسيناريو الإيكوفاجي عام 200 أيضاً على يد رائد طب النانو روبرت فريتس (بالإنجليزية: Robert Freitas)‏.

## المخاطر والاحتياطات
إلا أن دريكسلر أقر مؤخراً أنه ليست هناك حاجة إلى بناء أي شيءٍ قد يُشبه ولو حتى مكررٍ محتملٍ هروبه. ومن ثم يساعد هذا على تجنب تلك المشكلة نهائياً. حيث أوضح في ورقةٍ بحثيةٍ نُشرت بمجلة  نانو تكونولوجي  أن الآلات ذاتية التكرار معقدةً بصورةٍ غير متناهيةٍ وغير فعالة كذلك. فقد وصف كتابه الفني حول تقنيات النانو المتقدمة والذي صدر عام 1992 تحت عنوان: الأنظمة النانوية: الآلات الجزيئية، التصنيع، والحوسبة (بالإنجليزية: Nanosystems: Molecular Machinery, Manufacturing, and Computation)‏  أنظمة التصنيع المتمثلة في المصانع على صعيد سطح المكتب بالأجهزة المتخصصة في الأماكن الثابتة بالإضافة إلى السيور الناقلة لتحريك الأشياء من مكانٍ لآخرٍ. ومع ذلك، تظل الثقافة العامة مرتكزةً على الحبكات الدرامية أو السيناريوهات الخيالية المقتبسة من أفكاره القديمة. إلا أن أيٍ من تلك الاحتياطات لن تمنع حزباً أو جماعةً ما من تصنيع الغراي غو المسلح، إذا كان مثل ذلك الشيء ممكناً.
كما دعى الأمير تشارلز في بريطانيا الجمعية الملكية (بالإنجليزية: Royal Society)‏ لبحث واستقصاء «المخاطر البيئية والاجتماعية المتعددة» لتقانة الصغائر في صورة تقريرٍ مخططٍ، مما فتح المجال أمام وسائل الإعلام للتعليق بصورةٍ واسعةٍ حول مسألة الغراي غو. وصدر تقرير الجمعية الملكية ذلك حول علوم النانو في التاسع والعشرين من شهر يوليه 2004، ورفض الفكرة كمستحيلةٍ.
هذا وقد أوضحت التحليلات الحديثة أن خطر غراي غو هو أقل بكثير مما كان أصلاً متوقعاً فيما مضى. على الرغم من ذلك، فقد تم تحديد المزيد من مخاطر تقانة الصغائر الأخرى طويلة المدى على المجتمع والبيئة. كما بذل دريكسلر مجهوداً عاماً إلى حدٍ ما بهدف التراجع عن فرضية غراي غو خاصته، وذلك في محاولةٍ منه لتركيز المناظرة والمناقشة على التهديدات الأكثر واقعيةٍ والمصاحبة للإرهاب النانوي القائم على التمكن من المعرفة وصور سوء استغلال المعرفة الأخرى.

## ثقافة شائعة

### الخيال العلمي
غالباً ما يستخدم مصطلح غراي غو في سياقٍ مستقبليٍ أو مرتبطٍ بأعمال الخيال العلمي أو (بالإنجليزية: science fiction)‏، حيث أن تقنياتها المتطلبة لم تتواجد بعد. وفي أسوء سيناريوهات الغراي غو المتوقعة (حيث سيتطلب هذا الأمر آلاتٍ ضخمةِ وقادرةٍ غلى غزو الفضاء)، ستتحول المادة خارج كوكب الأرض إلى هلامٍ (غو) كذلك (حيث تعني غو هنا كتلةً ضخمةً من الآلات النانوية ذاتية التكرار والتي تنقصها البنية على القطاع العريض، والتي قد تبدو أو لا تبدو في ذلك الحين على شكل الهلام). وتكمن الكارثة في ذلك الجهاز الذي يسفر عن وقوع أحداث نهاية العالم، أو وقوع طفرةٍ (بالإنجليزية: mutation)‏ حدثيةٍ في الآلات النانوية ذاتية التكرار والمستخدمة فقط لتلك الأهداف، إلا أنها كانت قد صممت من أجل العمل في البيئة الطبيعية.
وكان قد جاء في  معركة أنجل أليتا  (بالإنجليزية: Battle Angel Alita)‏، في مجلة مانغا، أن الكوكب عطارد قد صُنِّفَ كمنطقةٍ معزولةٍ (يستحيل الوصول إليها) بعد أن حول عالمٌ هذا الكوكب إلى كرةٍ حتميةٍ من الغراي غو والتي تبتلع أو تلتهم أي شيءٍ يقترب منها، على سبيل المثال المسابير الفضائية (بالإنجليزية: space probe)‏ والآلات الأخرى.
ومن أمثلة الأعمال التي تشتمل على مثل تلك الأفكار قصة موسيقى الدم  أو (بالإنجليزية: Blood Music)‏ والتي ألفها غراي بير (بالإنجليزية: Greg Bear)‏ عام 1985، أو تلك القصة التي كتبها مايكل كرايتون عام 2002 تحت عنوان الفريسة (بالإنجليزية: Prey)‏، أو تلك القصة التي كتبها ويل مكارثي (بالإنجليزية:  Wil McCarthy)‏ تحت عنوان الانفجار (بالإنجليزية: Bloom)‏. هذا وتمثل الطبعة الجديدة من The Day The Earth Stood Still" هجوماً نانوياً للغراي غو على الحضارة البشرية.
أما في لعبة الفيديو جيم Deus Ex: Invisible War، سُلِّحَ نموذجٍ محودٍ من الغراي غو ليقوم بتشكيل وخلق ما أًطلق عليه في تلك اللعبة «مفجراتNanite»، وهي عبارة عن سلاحٍ رادعٍ يستخدم nanites ذاتية التكرار للقضاء على ميدنةٍ بأكملها.

### الحوسبة
أُطْلِقَ على هجمات الحرمان من الخدمات (بالإنجليزية: Denial-of-service attacks)‏ في عالم سيكند لايف أو (بالإنجليزية: Second Life)‏ الافتراضيوالذي يعمل من خلال العناصر المتكررة حتى يتعطل الخادم أو الخويدم، اسم «هجمات غراي غو». ويشير هذا المرجع إلى الملامح ذاتية التكرار للغراي غو. حيث يُعَد مثالاً للاتفاق واسع المجال لرسم أوجه الشبه فيما بين بعض أفكار لعبة (سكند لايف؛ أو الحياة الثانية) ونظريات تقانة الصغائر المتطرفة.

## قراءات إضافية
- لين مارغوليس and دوريون ساجان—ما هي الحياة؟  (1995). Simon & Schuster. ISBN 0-684-81087-5
- Bill Bryson تاريخ قصير لكل شيء تقريبا (2003)
- الغرين غو – الحياة في عهد الإبادة الجماعية للجنس البشري  by Nick Szabo
- غرين غو: تقانة الصغاير تدب فيها الروحe!
- غرين غو: التهديد النانوي الجديد  from Wired

## وصلات خارجية
- بعض قيود الإكوفاجي العالمي بواسطة المتكررات النانوية الشرسة، مع توصيات السياسة العامة
- رائد تقانة الصغائر ينهي أسطورة الغراي غو مقالة ناقدة لفكرة «الغري غو»
- نسخة إلكترونية من تقرير الجمعية الملكية البريطانية تحت عنوان: "علوم وتقنيات الصغائر: الفرص وعدم اليقين
- غو ودليل اللصق
- الحكومة البريطانية ولجنة الجمعية الملكية حول تقانة وعلوم الصغائر (النانو)